# Tegkwitz
Tegkwitz ist seit 1. Dezember 2008 ein Ortsteil der Gemeinde Starkenberg im Landkreis Altenburger Land in Thüringen. Im gesamten Ortsteil mit den Ortschaften Breesen, Kreutzen, Misselwitz und Tegkwitz leben zurzeit 312 Einwohner, in der Ortschaft Tegkwitz allein 267.

## Geografie
Tegkwitz liegt etwa 7 km westlich der Kreisstadt Altenburg und befindet sich ungefähr auf einer Meereshöhe von 190 Metern. Östlich von Tegkwitz mündet der Kleine Gerstenbach in den durch den Ort fließenden Gerstenbach. In der ehemaligen Gemeinde, welche noch die Ortsteile Breesen (18 Einwohner), Kreutzen (14 Einwohner) und Misselwitz (13 Einwohner) auf einer Fläche von 4,73 km² umfasste, lebten Ende des Jahres 2007 321 Menschen.
In Tegkwitz befindet sich seit dem 24. Februar 2010 eine offizielle Wettermeldestation des MDR.

## Wappen
Das Wappen der ehemaligen Gemeinde war quer geteilt, wobei die untere Hälfte gespalten ist. Oben ist auf rotem Untergrund eine silberne Laute zu erkennen, unten links auf blauem Grund zwei goldene Gegenzinnbalken und rechts ein schwarzes Kreuz in Gold mit einer silbernen Lilie belegt.

## Geschichte

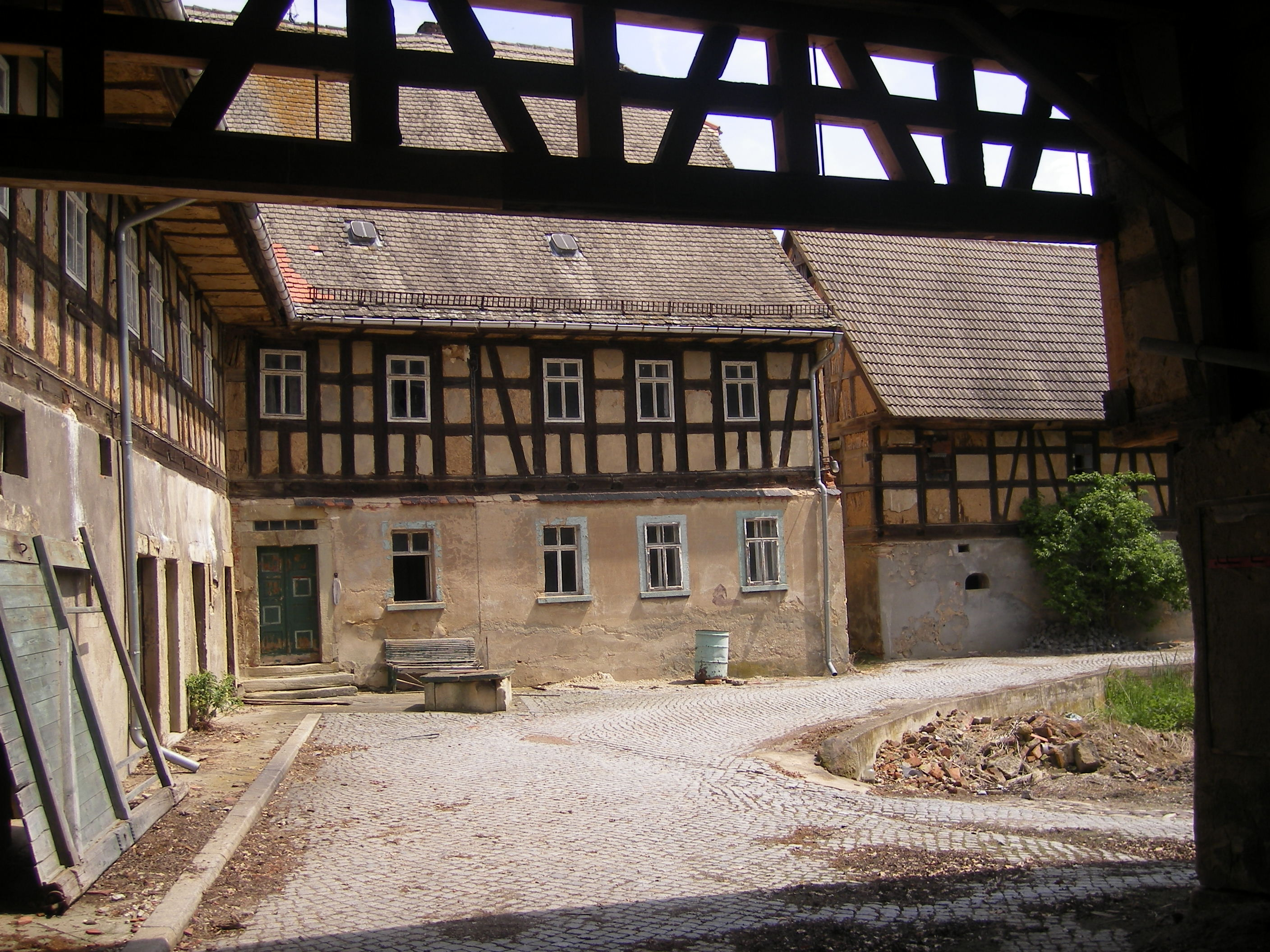
Der Hof Heitsch im Ortsteil Breesen

In einer Urkunde König Konrads III. aus dem Jahre 1143 wird ein Erkenbertus de Tecuiz genannt. Tegkwitz war ähnlich wie Starkenberg ein Rittergutssitz des burggräflichen pleißenländischen Geschlechts „Erkenbertinger“, der eine Wasserburganlage darstellte. Im Jahre 1088 wurde ein Zeuge in einer Naumburger Urkunde erwähnt. Bekannt wurde dann 1143–1171 der Reichsministeriale Erkenbert von Tegkwitz, der zur Erschließung des Erzgebirges beigetragen hat. Im Jahre 1222 bezeichnete sich ein Zweig der Familie als Burggrafen von Starkenberg.
Tegkwitz gehörte zum wettinischen Amt Altenburg, welches ab dem 16. Jahrhundert aufgrund mehrerer Teilungen im Lauf seines Bestehens unter der Hoheit folgender Ernestinischer Herzogtümer stand: Herzogtum Sachsen (1554 bis 1572), Herzogtum Sachsen-Weimar (1572 bis 1603), Herzogtum Sachsen-Altenburg (1603 bis 1672), Herzogtum Sachsen-Gotha-Altenburg (1672 bis 1826). Bei der Neuordnung der Ernestinischen Herzogtümer im Jahr 1826 kam der Ort wiederum zum Herzogtum Sachsen-Altenburg. Im Jahre 1834 ging das Rittergut Tegkwitz an einen ortsansässigen Pfarrer, der nahezu das komplette Gut abbrach und Nachfolgebauten errichtete. Nach der Verwaltungsreform im Herzogtum gehörte Tegkwitz bezüglich der Verwaltung zum Ostkreis (bis 1900) bzw. zum Landratsamt Altenburg (ab 1900). Das Dorf gehörte ab 1918 zum Freistaat Sachsen-Altenburg, der 1920 im Land Thüringen aufging. 1922 kam es zum Landkreis Altenburg.
Die Gemeinde Tegkwitz entstand am 1. Juli 1950 mit Eingliederung von Breesen und Kreutzen (mit dem Ortsteil Misselwitz). Bei der zweiten Kreisreform in der DDR wurden 1952 die bestehenden Länder aufgelöst und die Landkreise neu zugeschnitten. Somit kam die Gemeinde Tegkwitz mit dem Kreis Altenburg an den Bezirk Leipzig; jener gehörte seit 1990 als Landkreis Altenburg zu Thüringen und ging 1994 im Landkreis Altenburger Land auf.
1992 schloss sich die Gemeinde Tegkwitz der Verwaltungsgemeinschaft Altenburger Land an. Der Fusionsvertrag zur Eingliederung von Tegkwitz nach Starkenberg wurde am 26. Februar 2008 zusammen mit Naundorf im Landratsamt Altenburger Land unterzeichnet, sodass die Fusion am 1. Dezember 2008 umgesetzt wurde. Letzter ehrenamtlicher Bürgermeister war Hans-Georg Böhme (Freiwillige Feuerwehr). Das Gemeindeamt blieb erhalten und dient heute als Tagungsort für den Ortsteilrat und Sitz des Ortsteilbürgermeisters.

## Einwohnerentwicklung
Entwicklung der Einwohnerzahl (Stand jeweils 31. Dezember):
| - 1994: 335 - 1995: 309 - 1996: 322 - 1997: 327 - 1998: 324 | - 1999: 334 - 2000: 328 - 2001: 327 - 2002: 317 - 2003: 320 | - 2004: 319 - 2005: 329 - 2006: 328 - 2007: 321 - 2011: 312 |

Datenquelle bis 2007: Thüringer Landesamt für Statistik, danach Gemeinde Starkenberg

## Sehenswürdigkeiten

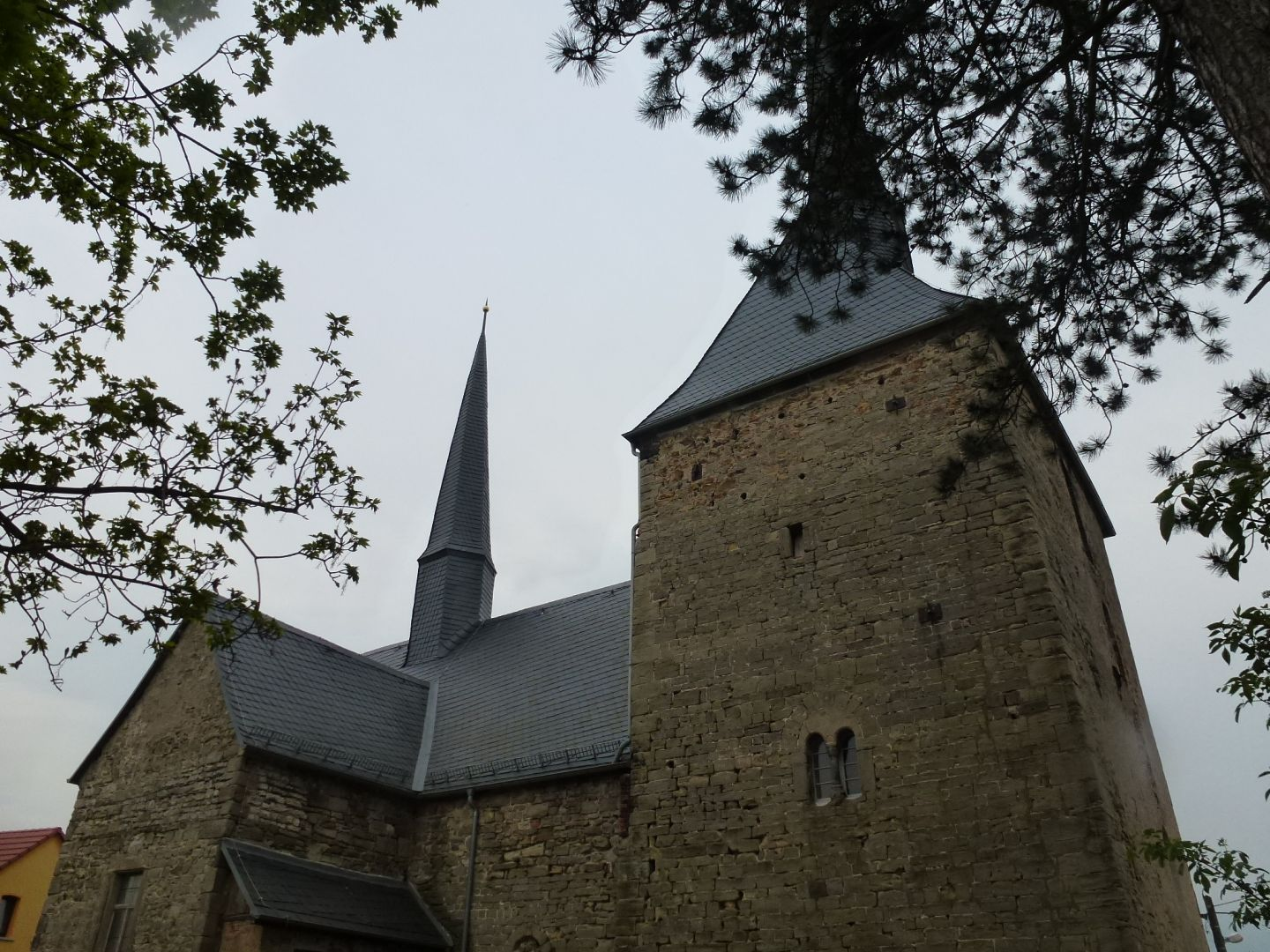
Kirche

- Das Wahrzeichen des Ortes stellt die im Kern romanische Kirche mit dem Ersterwähnungsjahr 1228 dar. Der Turm stammt aus dieser Zeit, das Kirchenschiff wurde im 15. Jahrhundert im gotischen Stil angebaut. Die Kanzel im Innenraum stammt aus der Zeit um 1650, die Patronatsloge und die Emporen aus dem Jahr 1703.[9]

- In der Ortschaft Breesen befindet sich der typischste Altenburger Vierseithof, der Hof Heitsch, dessen ältestes derzeitiges Gebäude, ein Stallgebäude aus dem Jahr 1747 stammt. Das Wohnhaus und der Pferdestall wurden 1759 erbaut, die Scheune 1763 und der Kuhstall 1765.[10]

## Persönlichkeiten
- Johann Tauchwitz (* 21. Februar 1558 in Tegkwitz, † am 8. Februar 1633 in Monstab), Chronist[11]